# Jimmy Orr
Pour les articles homonymes, voir James Orr et Orr.
(en) Statistiques sur pro-football-reference
James Edward Orr Jr. (né le 4 octobre 1935 à Seneca et mort le 27 octobre 2020) est un joueur américain de football américain.

## Carrière

### Université
Orr fait ses études à l'université de Géorgie et marque les esprits, dominant à deux reprises les classements des receveurs au niveau des yards reçus à la passe en 1955 et 1957 pour la Southeastern Conference.

### Professionnel
Jimmy Orr est sélectionné au vingt-cinquième tour de la draft 1957 de la NFL par les Rams de Los Angeles au 291e choix. Cependant, il ne joue aucun match pour cette équipe et signe en 1958 avec les Steelers de Pittsburgh, après un échange avec les Rams dans lequel Billy Ray Smith Sr. et lui sont échangés contre deux choix de draft, décrochant le titre de meilleur rookie de l'année par l'United Press International,. L'année d'après, il décroche sa première sélection au Pro Bowl et reste titulaire trois saisons dans l'attaque des Steelers.
En 1961, il est mis dans un nouvel échange. Les Colts de Baltimore échangent Buzz Nutter et Gene Lipscomb à Pittsburgh contre Orr, Joe Lewis et Dick Campbell. Après une première saison d'adaptation où il ne joue que cinq matchs comme titulaire, Orr devient un élément-clé de l'attaque des Colts. Les spectateurs commencent alors à surnommer Orrsville les côtés de la end-zone du Memorial Stadium en raison de la capacité de Jimmy Orr à réceptionner les ballons à ces endroits. Lors du Super Bowl III, le receveur fait partie d'un fait de jeu célèbre de l'histoire de la NFL. Alors qu'il est seul dans la end-zone, il fait de grands signes à Earl Morrall pour recevoir la balle mais le quarterback ne le voit pas, tentant une passe pour Jerry Hill qui est interceptée par Jim Hudson permettant aux Jets de New York de l'emporter.
Orr remportera tout de même le Super Bowl V avec les Colts et une deuxième sélection au Pro Bowl en 1965. En 1970, il fait sa dernière saison au niveau professionnel et prend sa retraite des terrains. Il devient entraîneur des receveurs des Falcons d'Atlanta en plein milieu de la saison 1974 lors d'une année où la franchise de Géorgie est à la peine et termine sur un 3-11.